# Sybota rana
Sybota rana là một loài nhện trong họ Uloboridae.
Loài này thuộc chi Sybota. Sybota rana được Cândido Firmino de Mello-Leitão miêu tả năm 1941.